# Saül et David

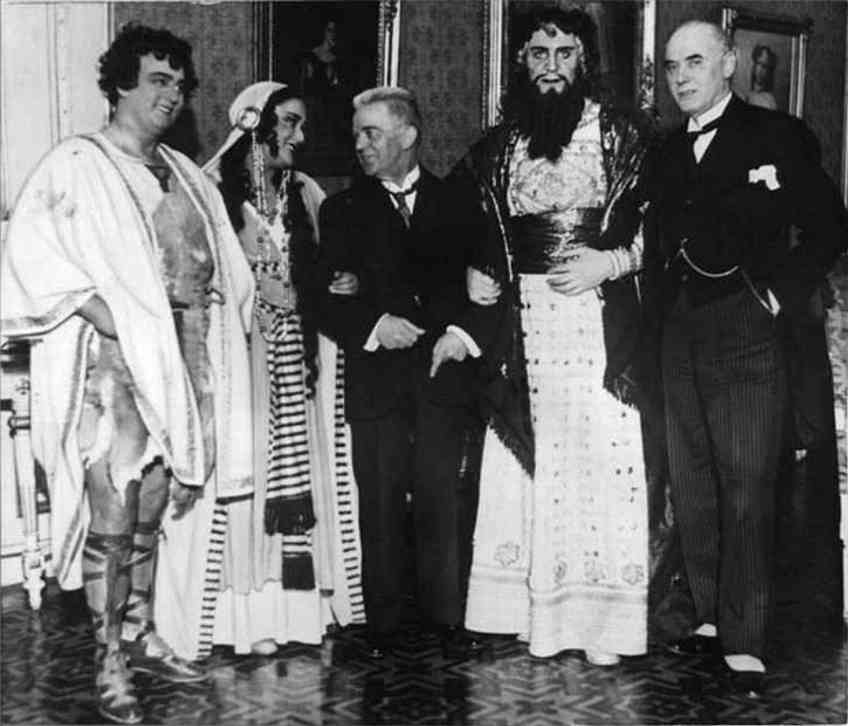
Carl Nielsen, Saül et David à Stockholm, 1931

Saül et David (danois : Saul og David) est un opéra en quatre actes de Carl Nielsen sur un livret d'Einar Christiansen d'après le premier livre de Samuel de l'Ancien Testament. Il est créé le 28 novembre 1902 au Théâtre royal danois de Copenhague sous la direction du compositeur.

## Argument
Alors que le roi Saul est chassé d'Israël par le prophète Samuel, un jeune berger David se lie d'amitié avec
Jonathan qui le conduit auprès de son père Saül. Puis David tombe amoureux de Mikhal la fille de Saul.

## Distribution
| Rôle                         | Voix          | Première 28 novembre 1902 (chef d'orchestre : Carl Nielsen) |
| ---------------------------- | ------------- | ----------------------------------------------------------- |
| Saül, roi d'Israël           | baryton-basse | Niels Juel Simonse                                          |
| David, un berger             | ténor         | Vilhelm Herold                                              |
| Mikhal, fille de Saul        | soprano       | Emilie Ulrich                                               |
| Jonathan, fils de Saul       | ténor         | Peter Cornelius                                             |
| Samuel, prophète d'Israël    | basse         | Müller                                                      |
| Abner, capitaine de Saul     | baryton-basse | Helge Nissen                                                |
| Abishai, Compagnon de David  | soprano       | Margrethe Lindrop                                           |
| Sorcière d'Endor             | contralto     | Elisabeth Dons                                              |
| Chœur: Israélites et soldats |               |                                                             |